# Melissa Ortiz
Melissa Marie Ortiz Matallana, née le 24 janvier 1990 à West Palm Beach, est un footballeuse professionnelle colombienne d'origine américaine qui joue pour l'équipe nationale colombienne.

## Biographie

### Jeunesse
Melissa Ortiz naît le 24 janvier 1990 à West Palm Beach. Elle est diplômée de la Cardinal Newman High School en 2008.

### Carrière universitaire
Melissa Ortiz joue pour l'Université Lynn pendant quatre ans.

### Carrière en club

#### KR Reykjavik
Elle joue en 2013 dans le groupe A de la deuxième division islandaise avec le KR Reykjavik lors de la première saison du club hors de la première division depuis 1984. Melissa Oritz marque quatre buts en onze matchs et aide l'équipe à remporter la saison régulière de deuxième division, mais le club perd le barrage d'accession.

#### Breakers de Boston
Le 5 décembre 2013, Melissa Ortiz signe pour les Breakers de Boston de la National Women's Soccer League, mais le 3 avril 2014, le club rompt son contrat avec la joueuse.

#### Cúcuta Deportivo
En 2017, Melissa Ortiz joue pour le Cúcuta Deportivo Club dans la première division professionnelle colombienne féminine. Le club atteint les quarts de finale des éliminatoires de la ligue.

### Carrière internationale
Melissa Ortiz fait 5 apparitions pour l'équipe colombienne lors de la Coupe du Monde féminine U-20 de 2010.
En 2009, Melissa Ortiz fait ses débuts dans l'équipe senior de Colombie. Elle est nommée remplaçante lors de la Coupe du monde féminine de 2011 en Allemagne, puis passe titulaire dans l'équipe aux Jeux olympiques de Londres en 2012.
Après une pause de plusieurs années, Melissa Ortiz retourne dans l'équipe pour la Copa America CONMEBOL de 2014 où elle marque 1 but contre le Venezuela.
Elle est médaillée d'argent avec ses coéquipières aux Jeux d'Amérique centrale de Veracruz en 2014.
Melissa Ortiz participe tout au long de l'année 2015 à la préparation de la Coupe du monde féminine. À peine dix jours avant le début du tournoi, alors qu'elle s'entraîne lors d'un match amical à Denver, en Colombie, elle se déchire le tendon d'Achille, ce qui l'empêche de participer à la Coupe du monde et aux Jeux panaméricains.
En 2016, elle retrouve sa sélection en faisant partie de la liste olympique en tant que remplaçante.